# PCF (tàu chiến)

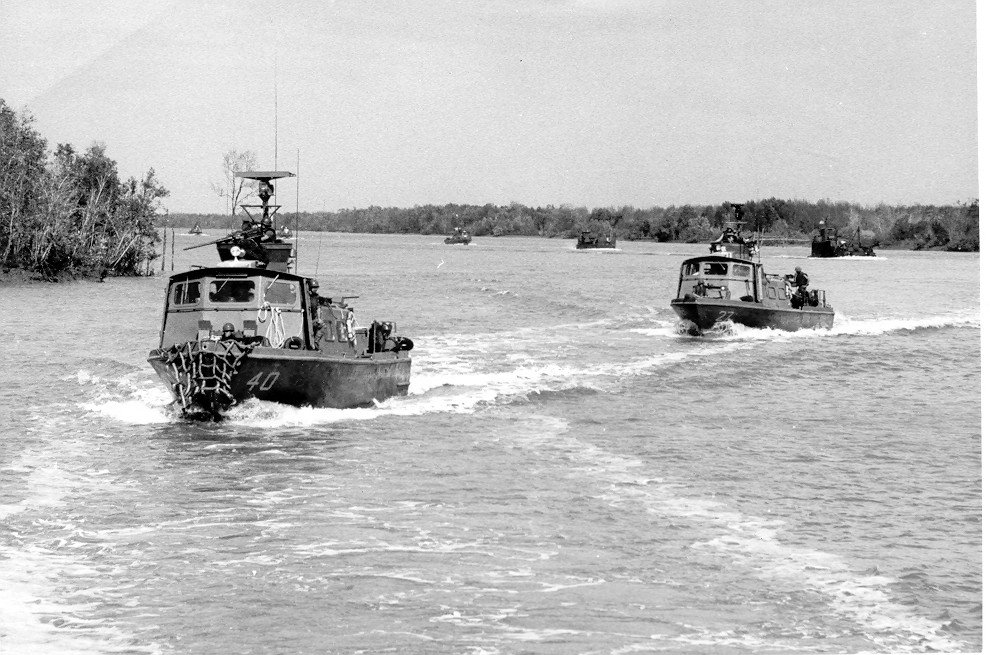
Những chiếc PCF đang hoạt động trên một dòng sông ở Việt Nam.

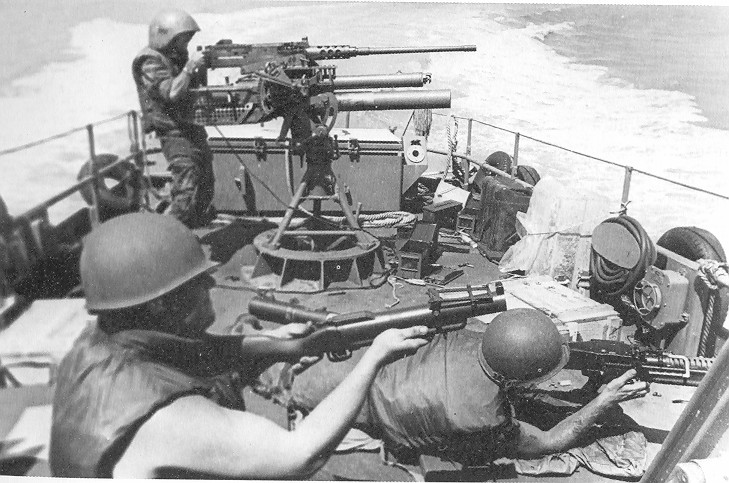
Các binh sĩ Hoa Kỳ trên một chiếc PCF đang chiến đấu.

PCF (viết tắt của Patrol Craft Fast, một số tài liệu tiếng Việt gọi đây là Duyên tốc đỉnh) là một loại tàu chiến nhỏ dài chừng 15 mét, có vỏ làm hoàn toàn bằng nhôm mà Hải quân Hoa Kỳ sử dụng để tác chiến trên sông và các vùng nước nông khác. PCF được trang bị 2 động cơ diesel 480 mã lực, radar, súng máy 12,7 mm M2 Browning, súng máy M60, súng cối 81 mm. Thủy thủ đoàn gồm 1 thuyền trưởng và 5 thuyền viên. Các thủy thủ được trang bị vũ khí cá nhân, gồm cả súng phóng lựu.
Có 193 chiếc PCF đã được đóng; 110 trong số đó từng được sử dụng trong Chiến tranh Việt Nam.
Sau này, Hải quân nhân dân Việt Nam đã thay thế súng máy M2, M60 bằng súng máy hạng nặng NSV do Việt Nam chế tạo, giữ lại khẩu cối 81mm kẹp cùng khẩu NVS bố trí phia sau đuôi tàu, thay mới các hệ thống radar (11 km) và thiết bị thông tin liên lạc trên tàu

## Các quốc gia sử dụng
Hoa Kỳ
 Pháp
 Lào Tịch thu từ trong chính quyền Thực dân Pháp và Vương quốc Lào của Chính phủ Hoàng gia Lào và chính quyền Việt Nam Cộng hòa và Chủ nghĩa đế quốc Mỹ.
 Việt Nam Tịch thu từ trong chính quyền Thực dân Pháp và Quốc gia Việt Nam của chính phủ Quốc Trưởng Bảo Đại và chính quyền Việt Nam Cộng hòa và Chủ nghĩa đế quốc Mỹ.